# حساسية مفرطة كهرومغناطيسية

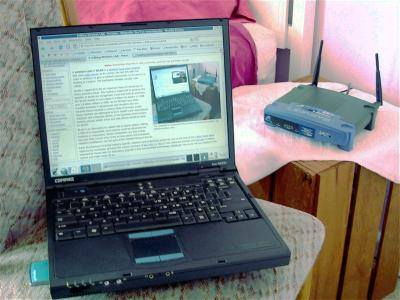

الحساسية المفرطة الكهرومغناطيسية (بالإنجليزية: Electromagnetic hypersensitivity)‏ هي حساسية مزعومة للمجالات الكهرمغنطيسية والتي تعزى إليها الأعراض السلبية بينما ليس لها أساس علمي ولا تشخيص طبي معترف به. تتميز الادعاءات بـ «مجموعة متنوعة من الأعراض غير المحددة التي يعزوها الأفراد إلى التعرض للحقول الكهرومغناطيسية».
أولئك الذين وصفوا أنفسهم على أن لديهم حساسية مفرطة من الكهرومغناطيسية، يبلغون عن ردود فعل سلبية عندما يتعرضون لمجالات كهرومغناطيسية ذات كثافة تقل كثيراً عن المستويات القصوى المسموح بها في معايير السلامة من الإشعاعات الدولية. وقد وجدت غالبية تجارب الاستفزاز حتى الآن أن هؤلاء المدعين غير قادرين على التمييز بين التعرض وعدم التعرض للمجالات الكهرمغنطيسية. لم تجد الأبحاث الطبية المنهجية التي أجريت في عام 2011 أي دليل علمي مقنع على الأعراض التي تسببها الحقول الكهرومغناطيسية. منذ ذلك الحين، أظهرت العديد من التجارب المزدوجة التعمية أن الأشخاص الذين يبلغون عن فرط الحساسية الكهرومغناطيسية غير قادرين على اكتشاف وجود حقول كهرومغناطيسية وأنهم أبلغوا عن اعتلال صحتهم حتى تعرضوا لحقول كهرمغنطيسية غير حقيقية، مما يشير إلى أن السبب في هذه الحالات قد يعود إلى تأثير نوسيبو .
اعتبارًا من 2005 أوصت منظمة الصحة العالمية بتقييم الأشخاص الذين يشعرون بأن له حساسية ضد الكهرومغناطيسية طبيا لتحديد ما إذا كانت لديهم حالة طبية أخرى هي التي تسبب هذه الأعراض التي يعزوها الشخص إلى الكهرومغناطيسية، وأن يخضعوا لتقييم نفسي، وأن يتم تقييم بيئة الشخص لبحث وجود أي نوع من المؤثرات الأخرى مثل تلوث الهواء أو الضوضاء الذي قد يسبب مشاكل مماثلة. قد يكون العلاج السلوكي المعرفي مفيدًا في شفاء الحالة.

## روابط خارجية
- الطاقة الكهرومغناطيسية للصحة الراديوية والصحة: احتياجات البحث من الوكالة الأسترالية للحماية من الإشعاع والسلامة النووية (ARPANSA)